# Умершие в январе 1998 года
Это список известных людей, соответствующих установленным критериям значимости (см. Википедия:Критерии значимости персоналий), умерших в январе 1998 года.
Причина смерти указывается лишь в исключительных случаях (убийство, самоубийство, гибель в результате военных действий, смертная казнь, ДТП или несчастные случаи). В остальных случаях — не указывается.
- 1 января — Андрей Барский (85) — Герой Советского Союза.
- 1 января — Хаджи Леши (67) — Председатель Президиума Народного Собрания Албании  (1953-1982)
- 3 января — Степан Швец (92) — Герой Советского Союза.
- 4 января — Джон Гэри (65) — американский певец.
- 4 января — Юсиф Юсифов (68) советский и азербайджанский историк, востоковед, лингвист, тюрколог, эламист, топонимист, специалист по древним письменностям и шумерскому языку.
- 5 января — Сонни Боно (62) — американский музыкальный продюсер, политик, актёр и певец, участник «семейного» дуэта Сонни и Шер; несчастный случай.
- 5 января — Семён Радиловский (75) — Герой Советского Союза.
- 6 января — Владимир Куценко (76) — украинский и советский философ.
- 6 января — Георгий Свиридов (82) — русский советский композитор и пианист, неоромантик.
- 7 января — Фахрутдин Загидулин (86) — Герой Советского Союза.
- 7 января — Слава Метревели (61) — знаменитый советский футболист, нападающий, заслуженный мастер спорта СССР (1960).
- 7 января — Владимир Прелог (91) — швейцарский химик-органик, лауреат Нобелевской премии по химии (1975).
- 8 января — Пюста Азизбекова (68) — азербайджанский историк.
- 8 января — Майкл Типпетт (93) — английский композитор и дирижёр.
- 8 января — Николай Фарбман (77) — советский и российский историк.
- 9 января — Кэнъити Фукуи (79) — японский химик, лауреат Нобелевской премии по химии (1981, совместно с Роалдом Хоффманом).
- 9 января — Алексей Леонтьев (79) — советский футболист и журналист.
- 10 января — Сергей Вронский (82) — латвийский астролог и целитель, популяризатор оккультных знаний.
- 10 января — Мона Карф (83) — американская шахматистка, международный мастер среди женщин.
- 11 января:
  - Георгий Винс (69) — потомственный религиозный диссидент, баптистский пресвитер, писатель и поэт.
  - Николай Самарин (73) — советский футболист.
- 12 января — Николай Макаренко (81) — Герой Советского Союза.
- 13 января — Павел Ковальский (90) — Герой Социалистического Труда.
- 13 января — Лилианна Лунгина (77) — филолог и переводчик художественной литературы, перевела на русский язык повесть «Малыш и Карлсон, который живёт на крыше» и другие произведения Астрид Линдгрен.
- 15 января — Пантелей Зонов (84) — Герой Советского Союза.
- 15 января — Алексей Пашков (77) — Герой Советского Союза.
- 15 января — Борис Татушин (64) — советский футболист. Олимпийский чемпион 1956. Заслуженный мастер спорта СССР.
- 16 января — Исидор Зак (89) — советский российский дирижёр и музыкальный педагог.
- 16 января — Геннадий Колбин (70) — советский политический деятель, первый секретарь ЦК Компартии КазССР.
- 18 января — Яков Алексеев (78) — Герой Советского Союза.
- 18 января — Сергей Павлов (82) — советский и российский артист балета, педагог, балетмейстер.
- 19 января — Василий Корнев — Герой Советского Союза.
- 19 января — Карл Перкинс (65) — американский певец, композитор, ключевая фигура в становлении жанра рокабилли в середине 50-х годов XX века.
- 19 января — Иван Шевелёв (93) — советский деятель госбезопасности.
- 20 января — Филипп Жгиров (86) — генерал-майор Советской Армии, участник Великой Отечественной войны, Герой Советского Союза.
- 21 января — Джек Лорд (77) — американский актёр, известный по телесериалу «Гавайи 5-O».
- 21 января — Наум Черняков (82–83) — советский конструктор авиационной и космической техники.
- 22 января — Сергей Панкратов (87) — майор Рабоче-крестьянской Красной Армии, участник Великой Отечественной войны, Герой Советского Союза.
- 23 января — Михаил Белов (76) — участник Великой Отечественной войны, Герой Советского Союза.
- 23 января — Леонид Касков (86) — участник Великой Отечественной войны, Герой Советского Союза.
- 23 января — Альфредо Ормандо (39) — итальянский писатель, католик и гей, совершивший акт самосожжения на площади Св. Петра в Риме в знак протеста против политики Римско-католической церкви относительно гомосексуальности.
- 25 января — Нодар Ахалкаци (60) — советский футболист, нападающий и выдающийся тренер. Мастер спорта СССР.
- 26 января — Хураман Аббасова (70) —  советский агроном, Герой Социалистического Труда.
- 26 января — Серо Ханзадян (82) — армянский советский писатель.
- 27 января — Александр Чхаидзе (73) — грузинский и советский драматург, сценарист, писатель, журналист и общественный деятель.
- 27 января — Николай Щербак (70) — советский и украинский герпетолог, основатель украинской школы герпетологии.
- 28 января — Сётаро Исиномори (60) — японский мангака, автор популярной манги «Cyborg 009» и токусацу (телесериала о супергероях) «Kamen Rider».
- 28 января — Николай Лазарев (71) — участник Великой Отечественной войны, Герой Советского Союза.
- 28 января — Пётр Мосиенко (73) — красноармеец Рабоче-крестьянской Красной Армии, участник Великой Отечественной войны, Герой Советского Союза.
- 28 января — Григорий Онуфриенко (81) — участник Великой Отечественной войны, Герой Советского Союза.
- 29 января — Станислав Курилов (61) — советский, канадский и израильский океанограф, писатель.
- 30 января — Луиза Валькер — австрийская классическая гитаристка.
- 30 января — Трифон Мазур (78) — капитан Советской Армии, участник Великой Отечественной войны, Герой Советского Союза.
- 30 января — Иван Шмея (75) — полный кавалер Ордена Славы.
- 30 января — Анатолий Шмит (56) — латышский, ранее советский, шахматист.